# کامیلا-۶
کامیلا-۶ (به لاتین: Comilla-6) یک منطقهٔ مسکونی در بنگلادش است که در ناحیه کومیلا واقع شده‌است.